# Ultima colonie
Ultima colonie (engleză The Last Colony) este un roman științifico-fantastic din 2007 scris de John Scalzi. Romanul este al treilea din Universul ''Războiul bătrânilor'' și a fost nominalizat în anul 2008 la premiul Hugo pentru cel mai bun roman.

## Povestea
John Perry și Jane Sagan, fosta membră a Brigăzilor-Fantomă născută prin clonarea nevestei moarte a lui Perry, primesc oferta de a deveni conducători în noua colonie de pe Roanoke, care va fi locuită de către coloniștii de pe zece colonii umane. După ce se sfătuiesc, ei decid să accepte și sunt trimiși către noua colonie împreună cu fiica lor adoptivă, Zoë. Aceasta este protejată de obinii Hickory și Dickory, care au față de ea un sentiment aproape religios din cauza faptului că tatăl ei biologic a oferit rasei lor conștiința.
Coloniștii nu ajung pe Roanoke, ci pe o planetă a cărei locație nu o pot determina. Ei află că deturnarea a fost realizată de un membru al Forțelor Speciale adaptat vieții în spațiu, care îi informează că Uniunea Colonială dorește să țină ascunsă colonia în fața Conclavului - o alianță de rase extraterestre care dorește limitarea expansiunii spațiale a celor care nu îi sunt membri. Pentru a împiedica depistarea lor de către Conclav, coloniștilor li se interzice folosirea oricărei tehnologii wireless, precum și orice comunicație cu restul universului. Planeta urmează să fie colonizată folosind utilaje specifice secolului al XIX-lea, deziderat făcut posibil de prezența printre coloniști a unei comunități menonite.
Colonia se dezvoltă încet dar sigur, în primul an de la aterizare înfruntând o singură problemă serioasă: o rasă indigenă similară vârcolacilor care ucide câțiva oameni înainte de a fi alungată. O nouă vizită a Forțelor Speciale confirmă faptul că incapacitatea Conclavului de a găsi colonia Roanoke a destabilizat poziția acestuia și că e momentul să se treacă la o nouă etapă a planului Uniunii Coloniale. Informații despre locația coloniei sunt lăsate să se „scurgă” printre celelalte rase, pentru a ajunge la conducerea Conclavului. Generalul Gau sosește pe Roanoke cu o flotă formată din câte o navă a fiecărei nave din Conclav și negociază cu John Perry predarea coloniei sau distrugerea acesteia. Departe de a fi intimidat, John îl sfătuiește să plece, înainte de a fi prea târziu. Gau ia în derâdere propunerea și este nevoit să asiste la distrugerea navelor flotei sale, sabotaj pus la cale de Uniunea Colonială. Singura navă care e cruțată este cea a generalului.
John trece printr-un proces în care este acuzat de trădare, deoarece avertismentul dat generalului Gau ar fi putut să-l pună pe acesta în gardă, zădărnicind planul Uniunii Coloniale. El este eliberat în cele din urmă, dar află neoficial că Roanoke a devenit un pion central în lupta dintre Conclav și Uniunea Colonială. Primul dorește distrugerea coloniei pentru a spăla rușinea generalului Gau, în timp ce a doua dorește același lucru pentru a sensibiliza celelalte colonii umane de a trimite cât mai mulți recruți pentru bătălia cu Conclavul. Dincolo de aceste mașinațiuni, John înțelege că, indiferent cum vor decurge lucrurile, Uniunea Colonială nu va putea face față atât de multor rase și războiul se va sfârși prin exterminarea omenirii.
El apelează la o lovitură riscantă: o trimite pe Zoë, împreună cu cei doi obini, să-l avertizeze pe generalul Gau despre un complot pus la cale pentru asasinarea lui, complot despre care aflase de la Forțele Speciale. Gestul său atrage aprecierea lui Gau și ura facțiunii din Conclav care dorea răsturnarea acestuia. Facțiunea pornește într-o acțiune de pedepsire a coloniei, dar o armă oferită lui Zoë de obini îi ajută pe coloniști să câștige. Drept mulțumire pentru ajutorul acordat, generalul Gau recunoaște legitimitatea înființării coloniei Roanoke, deși ea nu aparține Conclavului.
Cu toate că gestul său a ajutat colonia, John este conștient că Uniunea Colonială îl va acuza pentru fraternizare cu inamicul. Prin urmare, părăsește Roanoke împreună cu Jane, Zoë și cei doi obini, alăturându-se Conclavului. Dorința lui nu este de a ataca Uniunea Colonială, ci de a dezvălui Pământului ținut în ignoranță adevărul despre spațiul cosmic și rasele care îl populează. Astfel este eliminată principala sursă de combatanți a Uniunii Coloniale, ceea ce va necesita căutarea unor soluții diplomatice de cooperare între specii, în locul eternelor războaie.

## Personaje
- John Perry - fost scriitor pământean care, la bătrânețe, s-a alăturat Forțelor Coloniale de Apărare, conștiința sa fiind mutată într-un corp modificat; după retragerea din activitatea militară primește un corp normal și este desemnat conducător al nou înființatei colonii Roanoke
- Jane Sagan - ofițer din cadrul Forțelor Speciale, „născută” din ADN-ul soției decedate a lui John, Kathy; devine soția lui John și, împreună cu acesta, conduce colonia Roanoke
- Zoë - fiica biologică a savantului trădător Charles Boutin, adoptată de John și Jane
- Hickory și Dickory - reprezentanți ai rasei obinilor desemnați să o protejeze pe Zoë
- Savitri Guntupalli - localnică de pe planeta Huckleberry, asistentă a lui John și Jane
- Manfred Trujillo - conducătorul coloniștilor proveniți de pe planeta Erie
- Hiram Yoder - conducătorul coloniștilor menoniți
- Jann Kranjic - reporter originar de pe planeta Umbria, devenit colonist pe Roanoke
- Beata Novik - operatoare, colegă și soție a lui Jann
- Rybicki - general în Uniunea Colonială
- Tarsem Gau - general, conducător al Conclavului
- Laurence Szilard - general, șef al Forțelor Speciale ale FCA
- Paulo Gituerrez - conducătorul coloniștilor proveniți de pe planeta Khartoum
- Marie Black - conducătoarea coloniștilor proveniți de pe planeta Rus
- Marta Piro - conducătoarea coloniștilor proveniți de pe planeta Zhong Guo
- Lee Chen - conducătorul coloniștilor proveniți de pe planeta Franklin
- Kevin Zane - căpitanul navei Magellan
- Jerry Bennett - tehnician, devenit colonist pe Roanoke
- Nerbros Eser - conducătorul unei facțiuni din cadrul Conclavului care dorește asasinarea generalului Gau
- Stross - locotenent gameran din Forțele Speciale
- Karin Bell - Ministru al Colonizării
- Aldo Ferro - supraveghetorul calei navei Magellan

## Opinii critice
Thomas M. Wagner crede că romanul „reprezintă o exegeză a imperialismului, prezentând modul în care politica expansionistă perpetuează imperialismului pentru propriile interese în loc de a veghea binele poporului pe care se presupune că-l servește” și apreciază că „deși nu conține scene care să ridice adrenalina așa cum a făcut-o punctul culminant al Brigăzilor-Fantomă, cititorii vor găsi Ultima colonie un loc plăcut de vizitat”.
John DeNardo observă că, deși în prima parte romanul „pare indecis dacă vrea să fie o poveste despre colonizare spațială sau SF militar cu intrigă politică” și că nu urmărește același lucru ca precedentele cărți ale seriei, apreciază stilul accesibil al lui Scalzi și personajele extrem de plăcute.
În anul 2008, Ultima colonie a fost nominalizată la premiul Hugo pentru cel mai bun roman.